# Panier de quête
Le panier de quête, aussi appelé plateau, assiette ou corbeille à quête, avec lequel les chrétiens catholiques et protestants récoltent la quête dominicale est le récipient qui sert à recevoir une forme d'offrande chrétienne sous la forme d'argent, au cours de la liturgie pendant l'offertoire, le plus souvent pendant la messe dominicale, et à laquelle contribuent tous les fidèles participant à l'office.

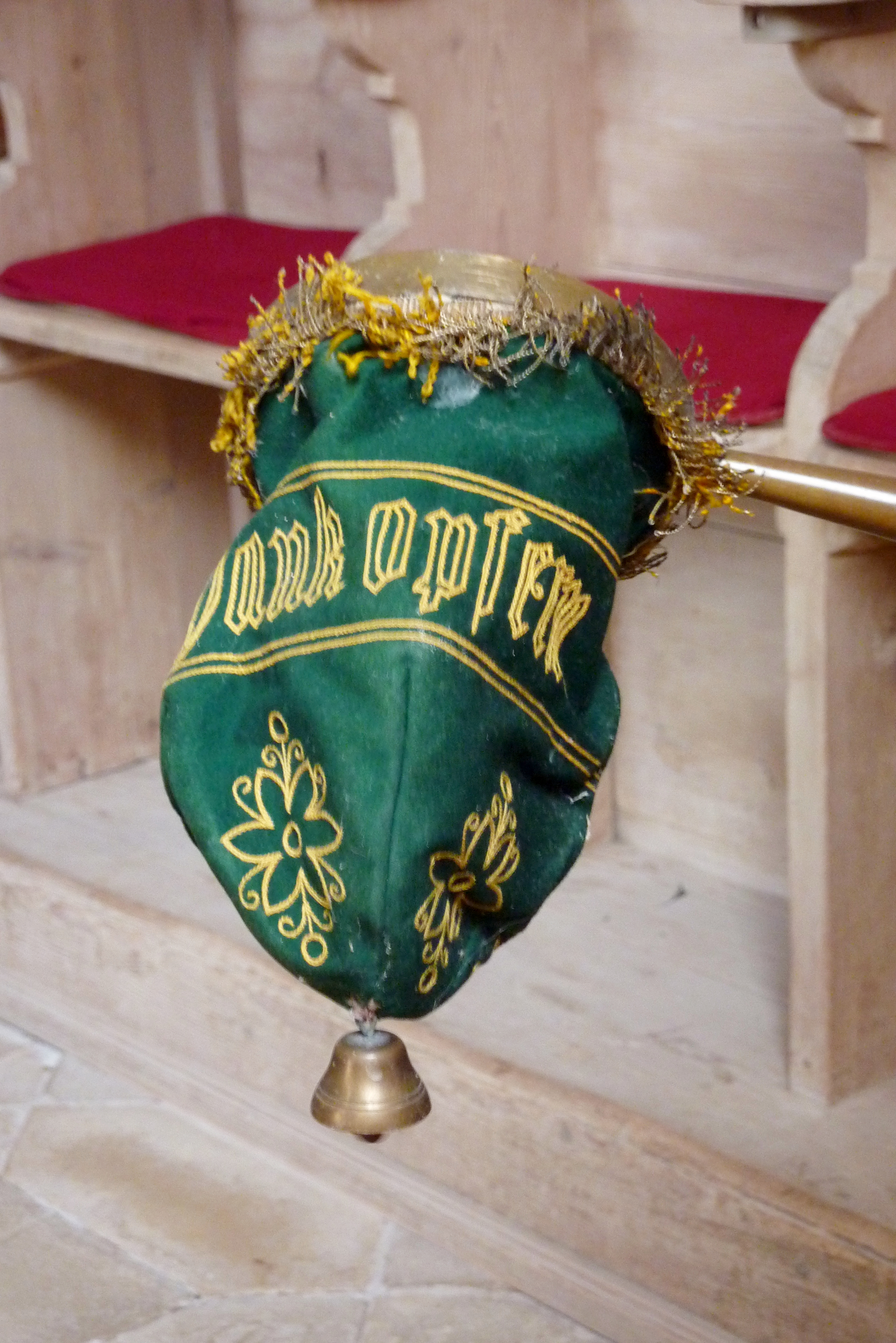
Klingelbeutel, panier de quête allemand (littéralement "sachet à cloche", c'est-à-dire aumônière).

Si les paniers de quête peuvent parfois être utilisés en semaine, ils sont le plus souvent une quête du dimanche dans la mesure où la quête repose sur un mode de micro-financement qui requiert une plus grande participation pour son efficacité.
À la différence de la quête des frères mendiants, la quête dominicale n'est se fait pas de façon itinérante à l'extérieur, mais dans la limite des murs d'une église, ou du lieu où la célébration religieuse se tient.
La passage du panier de quête est la pratique financière la plus repérable dans l'imaginaire catholique.

## Terminologie
Par métonymie, la quête ou quête dominicale renvoie à la somme d'argent collecté dans les paniers à quête. S'il est désuet de dire "courir le plat", ou "passer avec la tasse" comme autrefois au Québec, on dit encore que les marguillers font "passer la quête". Ces contenants ont pris différentes formes à travers les siècles, des assiettes en argent, aux troncs en bois, aux paniers en oseil ou des corbeilles en rotin, doublées de tissu ou non.
La terminologie du "panier de quête" renvoie aux différentes méthodes de collection de l'argent de la quête dans différentes cultures; ainsi, on parle de Klingelbeutel en allemand ou Klingpung en danois, ou de salva de ofertório en portugais, pour renvoyer à une aumônière, poche en tissu attaché à une longue tige, dont la fonction reste la même que celle du panier à quête mais qui garantit la discrétion du don. Par réification, certains protestants parlent de quêteuses l'objet prenant le noms des personnes faisant la quête. La plus fameuse des quêteuses du dimanche est sans doute Juliette Récamier dont la beauté faisait augmenter les recettes de la quête dominicale à l'église Saint-Roch de Paris.

## Histoire

### L'offrande du premier jour des premiers chrétiens
Richard C. Trexler suggère non sans humour que le premier panier de quête aurait circuler pendant l'offertoire des Rois Mages. La pratique d'une offrande hebdomadaire en lien avec la célébration liturgique dominicale est attestée dans les Actes des Apôtres et le corpus paulinien; Paul de Tarse évoque une offrande hebdomadaire pour le clergé et pour les pauvres:
« Maintenant, concernant les collectes qui sont faites pour les saints, comme j'ai donné l'ordre aux églises de Galatie, faites-le aussi. Le premier jour de la semaine, que chacun de vous fasse sa part, en mettant de côté ce qui lui plaira, afin que, lorsque je viendrai, les collectes ne soient pas alors faites. »  (1 Corinthiens 16 : 1-2 )
Cela semble impliquer que chaque dimanche (le premier jour de la semaine), des contributions étaient versées, probablement lorsque les fidèles se rassemblaient pour « la fraction du pain » (Actes 20 : 7), et qu'ensuite les contributions étaient versées pour un besoin immédiat et local, notamment le soulagement des pauvres, ou bien à l'usage d'autres églises plus démunies et éloignées (cf. 2 Corinthiens 8 et 9).

### Lacorbonade l'époque patristique
À l'époque patristique, les offrandes en argent ne semblent pas avoir été liées au sacrifice de la messe, les méthodes de collecte de l'aumône semblent n'avoir rien à voir directement avec la liturgie. Les Canons des Apôtres, texte chrétien syrien du ive siècle, indiquent que des produits susceptibles d'être offertes pour l'entretien du clergé devaient être apportées à la résidence de l'évêque, où celui-ci vivait une sorte de vie communautaire avec ses prêtres. Les offrandes pour les pauvres sont déposées dans un coffret d'aumônes installé en permanence dans l'église, soit données dans le cadre de collectes faites à certaines occasions déterminées. Tertullien parle déjà  d'une « coffre » qui était conservé dans l'église et auquel les fidèles contribuaient sans contrainte. Il semble avoir été communément appelé gazophylacium ou corbona dans les érits de Cyprien de Carthage. Les collectes ont probablement eu lieu les jours annoncés à l'avance, et Justin de Naplouse mentionne même une quête dominicale sans lien explicite avec l'offertoire. Six sermons De Collectis, prononcés par Léon le Grand aux différentes années de son pontificat parlent de façon plus explicite de la quête dans les églises, même si celle-ci semble plus ponctuelle, en lien avec certaines fêtes.

### Une offrande en espèce à l'époque carolingienne
Les offrandes qui étaient invariablement faites par les fidèles lors du saint sacrifice se limitèrent longtemps au simple pain et au vin, ou du moins à des choses telles que de la cire, des bougies, de l'huile ou de l'encens qui avaient un rapport direct avec l'office divin. Cependant, le pain et le vin qui étaient apportés à l'autel lors de l'offertoire de la messe étaient généralement présentés en quantités bien supérieures à ce qui était nécessaire pour le saint sacrifice, et ils formaient ainsi, et étaient destinés à former, une contribution substantielle à l'entretien de ceux qui ont servi dans le sanctuaire. Diverses lois ont été adoptées pendant la période carolingienne dans le but d'inciter le peuple à rester fidèle à cette pratique, mais elle semble s'être progressivement éteinte, sauf dans certaines fonctions solennelles. En revanche, cette oblation de pain et de vin semble avoir été remplacée dans de nombreuses localités par une contribution en argent. La date à laquelle le remplacement a commencé n’est pas tout à fait claire. Certains ont pensé qu'une trace de cette pratique devait être reconnue dès Isidore de Séville en 595 dans sa lettre à Leudefredus qui parle de l'archidiacre « recevant l'argent recueilli de la communion ».

### Des bassins du Purgatoire aux paniers à quête
Il est certain que du XIIe   au   XVe siècle, une offrande en argent, connue en Angleterre sous le nom de « mass-penny », était couramment faite à l'Offertoire dans toute l'Église d'Occident. L'offrande était volontaire, et chacun apportait ce qu'il avait à donner sur la rampe de l'autel. Johann Burchard, cérémoniaire pontifical au début du XVIe siècle donne cette description du modus operandi de la quête au cours de la liturgie:
« S'il y a quelqu'un qui veut offrir, le célébrant vient au coin des épîtres et là, debout, tête nue, le côté gauche tourné vers l'autel, il enlève le manipule de son bras gauche. et le prenant dans sa main droite, il en présente le bout pour qu'il le baise à ceux qui l'offrent, en disant à chacun : « Que ton sacrifice soit agréable à Dieu Tout-Puissant », ou « Puisses-tu recevoir le centuple et posséder la vie éternelle ».

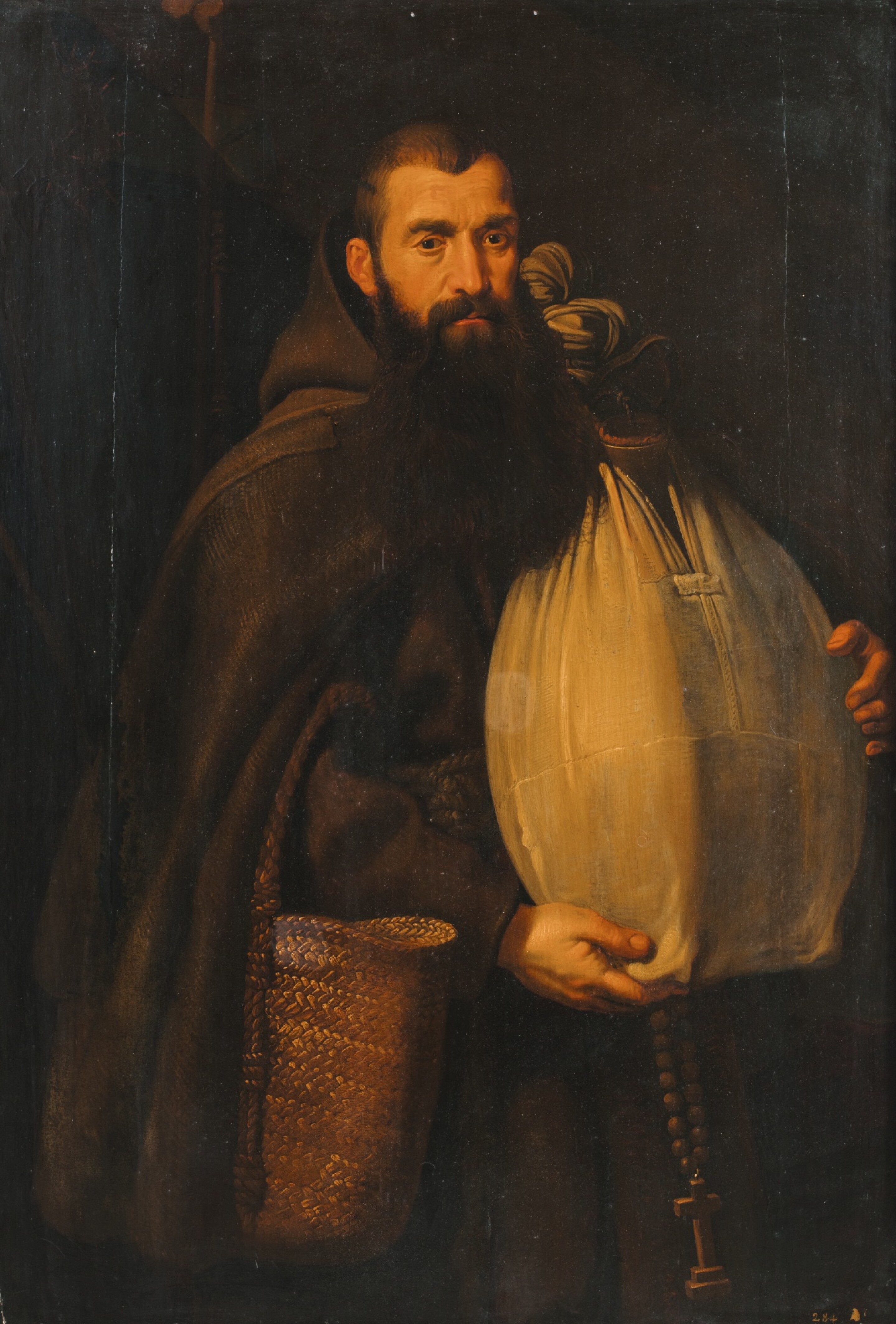
Saint Félix de Cantalice est un célèbre frère quêteur que Rubens représente avec une panier en osier, ancêtre du panier à quête.

Cette rubrique n'a pas été retenue dans la première édition officielle et faisant autorité du Missel romain, imprimée en 1570. Peut-être que la lutte pour la préséance, particulièrement visible lors de la messe rouge qui rassemblait toutes professions juridiques une fois l'an, en montant pour faire l'offrande de façon théâtrale, a eu tendance à défavoriser cette méthode de contribution au profit du passage d'une corbeille ou d'un panier de quête de banc en banc, comme cela se fait couramment à l'heure actuelle.
La pratique de la quête évolue alors dans deux directions différentes. D'une part, la multiplication des ordres mendiants atteste d'une pratique de la quête, particulièrement en dehors des églises. Ansi, les capucins comme Félix de Cantalice sont représentés avec un panier en osier dont ils se servent pour mendier l'aumône. D'autre part, le développement des confréries participent au soutien des pauvres et aux enterrements. Ces confréries offrent des bassins du purgatoire, sorte d'assiette en argent pour recevoir les dons des fidèles associés au "tronc pour les âmes du Purgatoire" et le "tronc pour les pauvres". L'argent récolté, qui est apparemment collecté au moment de l'Offertoire, sert principalement à la célébration de messe pour les défunts mais aussi aux pauvres. Sur les plateaux de quête peuvent être estampés les noms des prévôts de la charité. Ces bassins deviendront les plats de quête ou collection plates.
Ces plateaux en argent étaient en usage, au moins à Rome, jusqu'à la fin du XIXe siècle, notamment pour la quête du Vendredi saint, lors de laquelle le Pape suivait des cardinaux, se prostraient au pied de la croix, avant de déposer leur offrande dans un "bassin d'argent".

### Une pratique devenue systématique après la séparation des Églises et des États
La pratique de la quête hebdomadaire va être rendue plus systématique du fait de la séparation des Églises et des États, qui force les communautés chrétiennes à diversifier leur source de revenus. Ainsi, dans les pays où le gouvernement subventionne directement l'Église, les catholiques sont moins habitués à verser de l'argent dans panier à quête ou à faire des dons hebdomadaires, mensuels ou annuels réguliers.Cette séparation de l'Église et de l'État est fortement influencée par la déclaration d'Indépendance des États-Unis d'Amérique. Mais bien que la Constitution ne reconnaisse aucune religion officielle, certains des États se permettent de soutenir par l'impôt des Églises particulières jusqu'en 1833, lorsque le Massachusetts abolit sa taxe religieuse, et que toutes les églises d'État de l'Union soeint officiellement dissoutes. Les Églises ont alors de plus en plus recours à l'offrande dominicale pour subvenir à leur besoin. En 1900, la plupart des églises américaines acceptaient les offrandes hebdomadaires. Une prière de dédicace ou la doxologie précédait normalement la collecte. Les membres placent leur argent dans des enveloppes pré-imprimées recto-verso. Depuis, les églises dépendent de ces offrandes hebdomadaires pour la majeure partie de leur financement.
En France, après que la Révolution française l'ait interdite, la quête dominicale pour les pauvres est rétablie progressivement durant le Premier Empire. Cette pratique de la quête dont la recette est partagée entre le soutien du clergé et celui des pauvres est communément répandue au XIXe siècle. À tel point que selon l'abbé Gaume en 1840, la quête du dimanche est "aussi ancienne que le christianisme": il s'agit avant tout d'une quête en faveur des pauvres pour faire de "bonnes œuvres". La pratique de la quête dominicale se mêle encore avec d'autres pratiques financières, comme l'argent versé en échange du pain bénit, ou de l'argent versé aux chaisiers qui facturent les bancs d'église ou encore de la vente des cierges, chapeles et autres objets religieux. La quête dominicale devient alors une part importante du financement des paroisses. Cette universalisation de la quête dans les églises pose des questions parfois complexes et délicates soulevées, notamment au sujet de la collecte d'argent par les religieux chargés de fonctions quasi-paroissiales, question réglée dans la Constitution apostolique Romanos Pontifices du 8 mai 1881.

### Quête numérique et permanence d'un rite économique
La pratique de la quête évolue enfin dans le virage du Concile Vatican II. Alors que le clergé et les employés d'églises, suisse ou bedeau, étaient chargés des quêtes successives, désormais la quête est le plus souvent confiée aux fidèles bénévoles selon l'inspiration du Mouvement liturgique qui insiste sur le rôle actif des laïcs. L'usage des corbeilles plus silencieuses pour éviter "les bruits d'argent autour de l'autel" remplacent celles des troncs plus sonores.
La quête dominicale est vue par certains comme un processus suranné tandis que d'autres appellent à dépasser le panier à quête en diversifiant les sources de revenus ordinaires des paroisses. Il semble en particulier que le modèle de la quête dominicale ne soit pas adaptée à la situation des missions chrétiennees, et aux communautés les plus pauvres, l'histoire montrant que les chrétiens se sont appuyés sur d'autres modèles de financement dans ce contexte.Dans certains endroits, d'autres s'offusquent des sommets dérisoires versées dans ce panier. Pour autant, l'obole de le veuve que Jésus cite en exemple sert encore de justification pour l'usage des paniers de quête qui reçoivent les offrandes mêmes dérisoires des fidèles.

Cette quête au moment de l'offertoire n'existe pas en Orient qui en est d'ailleurs assez critique: "certains comprennent l'offertoire comme une présentation des dons offerts par chacun... on a pu parler à ce sujet d'un humanisme liturgique: ce n'est pas l'offertoire qui détermine l'Eucharistie, mais celle-ci conditionne entièrement l'offertoire." "L'erreur signalée est une manifestation de l'esprit de richesse alors que l'effort liturgique doit être celui de l'humilité et de la pauvreté en sprit exigées dans les Béatitudes".
"La quête n'est donc pas un rite économique, car l'augmentation considérable du niveau de vie en cinquante ans a relégué au rang de pratique ancestrale le passage du panier".

## Méthodes

### Quête du curé
Dans la continuité avec les frèrs mendiants, les prêtres eux-mêmes recevaient les offrandes en argent des fidèles.

### Troncs
Il reste encore quelques spécimens de troncs à aumônes fixés à un support sur lequel se tient parfois une statue, pour des quêtes spéciales, autour des crèches de Noël ou des sépulcres de Pâques, ou pour des causes spéciales comme les orphelins. Alors que les troncs sont fermés, les paniers à quête sont à découverts, laissant chacun voir le montant de la collecte.

### Panier de quête

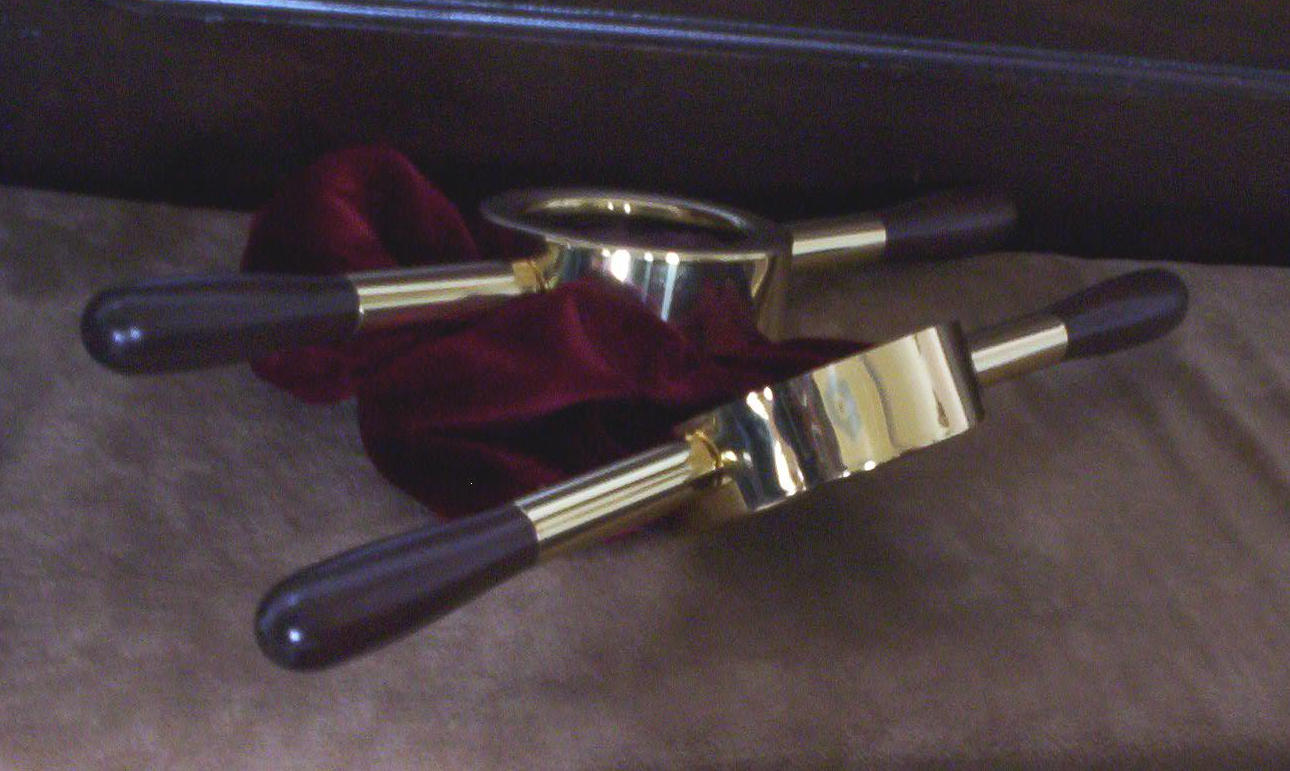
Aumônières de quête modernes d'une communauté protestante.

Le panier de quête, qui prend différentes formes en fonction des époques et des cultures, reste la méthode la plus commune pour récolter la quête dans les églises. Passant de bancs en bancs par sur chaque banc de mains en mains, le panier de quête est sous la responsabilité des laïcs qui le déposent ensuite en sacristie ou au pied de l'autel en signe d'offrande.
Dans l'usage des églises protestantes, la collecte - terme préféré à celui de quête - est faite dans des aumônières, poches en tissu ou velours assez profondes pour y plonger la main, garantissant ainsi la discrétion de ce don anonyme, le quêteur ou les voisins du paroissien ne pouvant pas voir ce que sa main dépose dans le panier de quête.

### Quête électronique
À partir des années 2010, la pratique d'une quête électronique se met en place grâce à l'usage de la carte bancaire. Avec la crise sanitaire liée à la pandémie du coronavirus, beaucoup d'efforts sont faits pour rendre cette pratique plus commune, non sans mise en garde par l'épiscopat français.

## Utilisation

### Quêtes paroissiales
Les paniers à quête sont utilisées pour les quêtes paroissiales. Le nombre de paniers utilisés est fonction du nombre de fidèles participant à l'office.

### Quêtes impérées
Ces quêtes impérées, appelées "deuxième quête" ou "second collection" dans les pays anglophones, suscitent parfois certaines résistances, dans la mesure où elles semblent trop en demander aux fidèles.
En France le plus souvent, un seul panier de quête circule après que la destination de la quête soit anncée. La paroisse conserve "un montant qu'elle juge conforme à une quête ordinaire" et affecte ce qu'il reste à l'œuvre bénéficiaire, tandis que certaines paroisses divisent tout bonnement la quête dominicale par moitié.

## Culture
Faire passer le panier à quête est devenue une expression courante pour parler d'un financement collaboratif ou crowdfunding. L'aspect théâtral du passage du panier à quête a aussi mis en avant, dès 1891 dans la pièce au théâtre dans La Fille de Fanchon de Armand Liorat mais aussi au cinéma, comme en 1980 dans L'Avare avec Louis de Funès qui fuit le quêteur dans une scène mythique.